# Montée Saint-Clair-Duport
Vous lisez un « bon article » labellisé en 2018.
La montée Saint-Clair-Duport est une ancienne rue, aujourd'hui disparue, située dans le 5e arrondissement de Lyon, en France, entre le quai Fulchiron et la rue de la Quarantaine au niveau de la basilique funéraire Saint-Laurent de Choulans. Nommée d'après le nom d'usage de Clair-Dominique-Eugène Duport, elle a existé moins d'un siècle avant d'être supprimée en 1967 lors de la construction du tunnel de Fourvière.
Dans son sous-sol ont été découverts les vestiges de la basilique Saint-Laurent, aujourd'hui visibles quai Fulchiron, et une exceptionnelle nécropole remontant à l'époque franco-burgonde.

## Odonymie

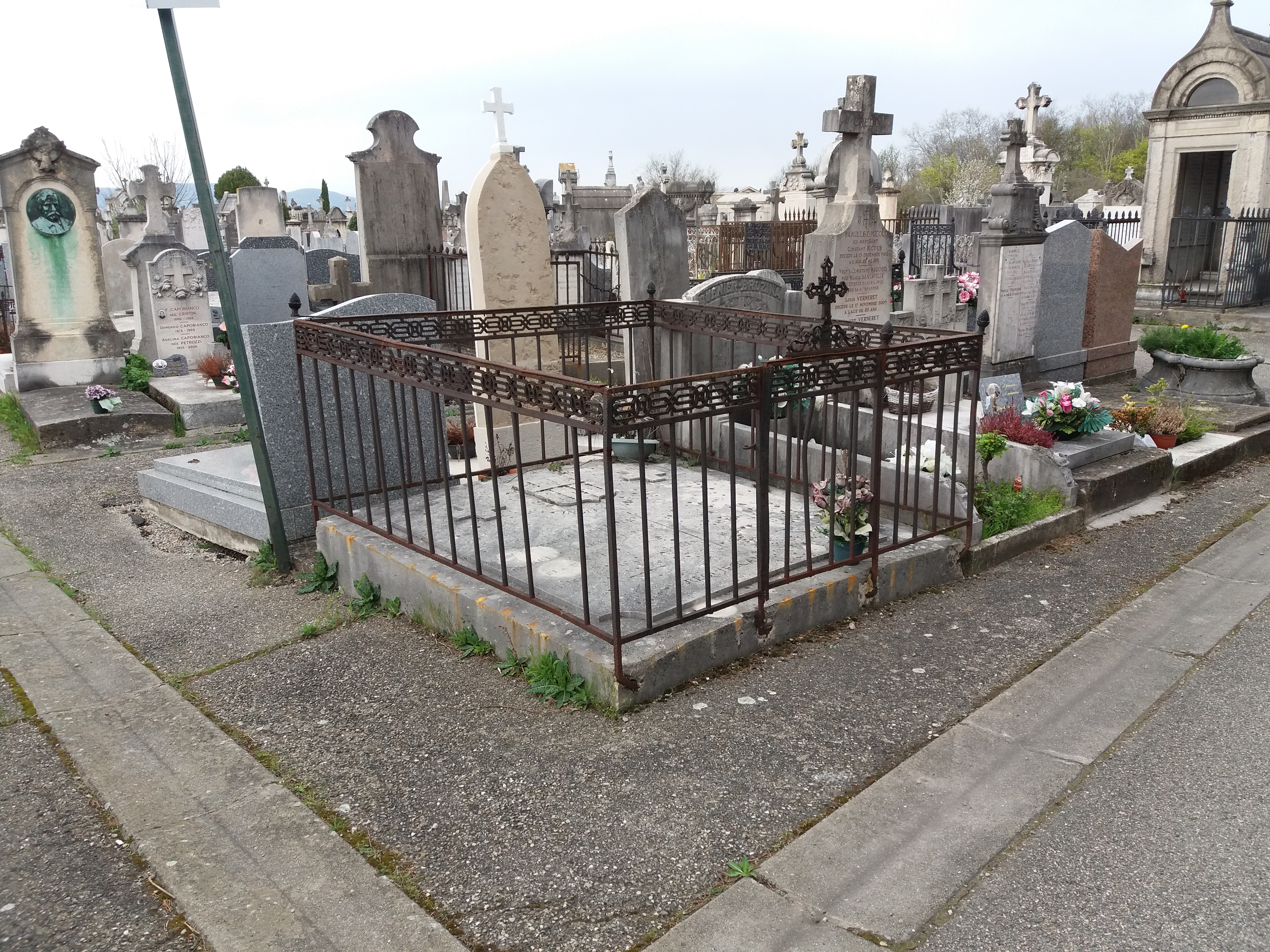
Tombeau de Saint-Clair-Duport (cimetière de Loyasse).

La montée Saint-Clair-Duport a été nommée d'après Clair-Dominique-Eugène Duport, dit Saint-Clair-Duport, un économiste qui a été administrateur des hospices civils de Lyon entre 1854 et 1864. Né le 28 mai 1804 à Lyon et mort le 14 janvier 1864 dans la même ville, il a aussi été directeur de l'Hôtel des Monnaies de Mexico et écrit un ouvrage sur les métaux précieux du Mexique,. Il est enterré au cimetière de Loyasse.

## Histoire

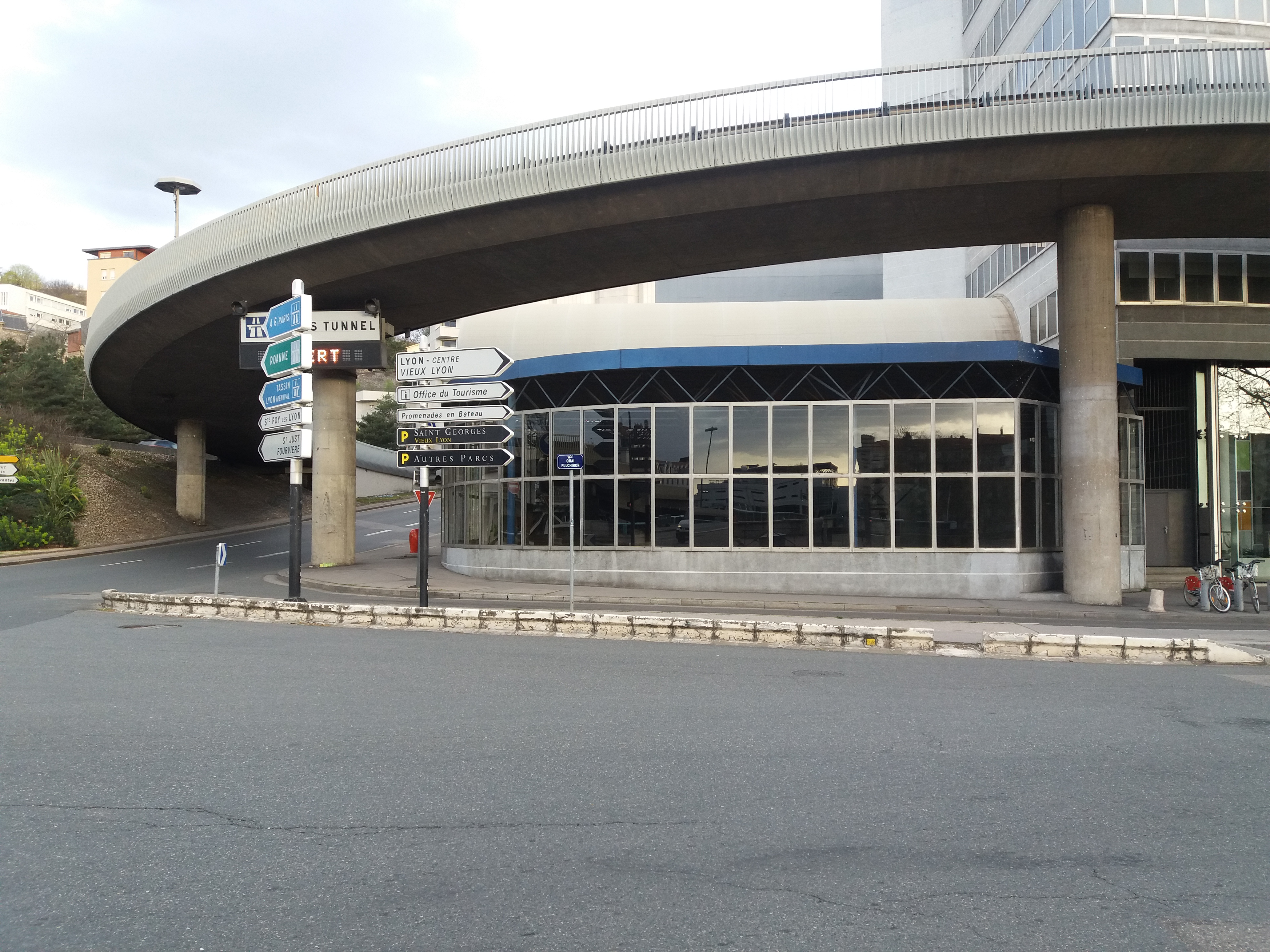
Montée de Choulans à gauche et l'emplacement de la montée Saint-Clair-Duport au centre.

La montée Saint-Clair-Duport est créée à la fin du XIXe siècle, à l'intérieur de la première boucle de la montée de Choulans, partant du quai de la Saône et se terminant par un escalier qui aboutissait dans la rue de la Quarantaine dont le tracé passait alors au nord de la basilique et traversait la montée de Choulans entre la première et la seconde boucle. En 1947, lors de la pose de lignes téléphoniques, des crânes, une dalle couverte d'inscriptions et des tombes anciennes sont découverts sous la chaussée. Les fouilles révèlent des vestiges de la basilique funéraire Saint-Laurent de Choulans ainsi qu'une nécropole,.
Les travaux de creusement du tunnel autoroutier de Fourvière entraînent sa destruction en 1967.
Les bâtiments sis côté sud de la rue ont été rachetés par la ville pour créer la nouvelle montée de Choulans. Ils sont tous au numéro 3, et comprennent un immeuble de sept logements pour un total de dix-sept habitants, ainsi que deux locaux commerciaux appartenant aux sociétés Mokarex (cafés en gros) et Georges Casson (fabrication de couronnes mortuaires),.

## Description

Situation de la montée Saint-Clair-Duport avant la démolition du quartier.

La montée Saint-Clair-Duport est une rue de 60 mètres de long et 10 mètres de large partant du quai Fulchiron, presque en face du pont Kitchener-Marchand, et se terminant par un escalier qui monte à l'intersection de la rue de la Quarantaine et de la rue des Étroits.

## Fouilles

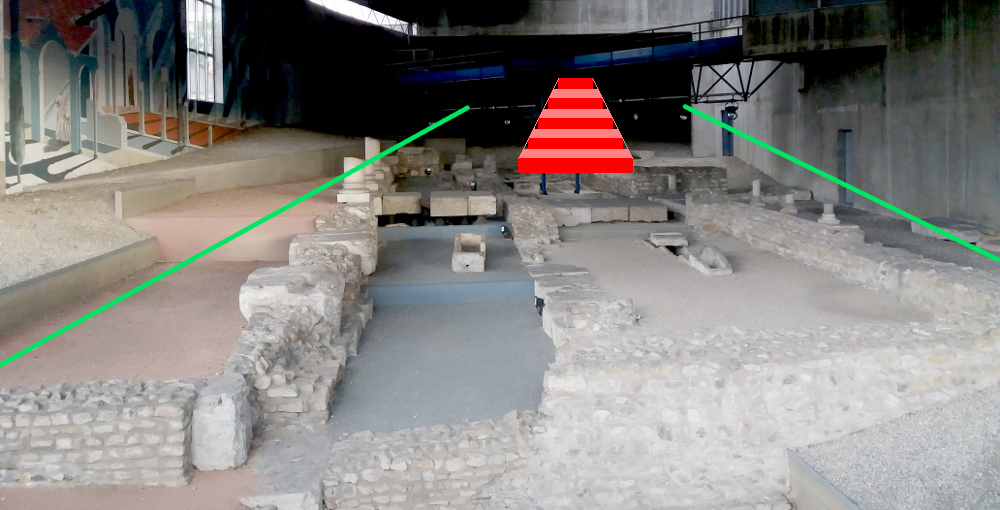
Tracé de la montée Saint-Clair-Duport au-dessus des ruines de la basilique.
Limites de la chaussée
Escalier

En 1947, au cours de la pose d'une ligne téléphonique dans la montée Saint-Clair-Duport, des vestiges historiques sont découverts. Des fouilles, financées grâce à l'intervention d'Édouard Herriot, maire de la ville, commencent en avril de la même année. Elles mettent au jour une importante nécropole contenant des restes osseux de Burgondes et de Francs, confirmés par des inscriptions funéraires : 35 crânes en bon état dont 20 avec la mandibule ont été exhumés. Immédiatement sous la chaussée se trouvait un ossuaire des pestiférés de 1628, complètement écrasé par le rouleau compresseur lors des travaux de revêtement de la montée. En dessous, une couche allant du VIIe au XVIIe siècle contenait beaucoup de ruines de la basilique et de restes humains. Plus profondément, se trouvaient successivement le dallage de la basilique, la nécropole avec des sarcophages, et dans la couche la plus ancienne des vestiges gallo-romains.

#### Ouvrages
- Jean-François Reynaud, Lugdunum christianum : Lyon du IVe au VIIIe siècle : topographies, nécropoles et édifices religieux, Paris, Maison des Sciences de l'Homme, coll. « Documents d'Archéologie Française » (no 69), 1998, 288 p. (ISBN 2-7351-0636-5).
- Robert Brun de la Valette et Jean Couty, Lyon et ses rues, Lyon, Fleuve, 1969, 321 p.
- Maurice Vanario, Rues de Lyon : à travers les siècles (XIVe au XXIe siècle), Lyon, Éditions lyonnaises d'art et d'histoire, 1990, 283 p. (ISBN 2-905230-35-5).
- Pierre Wuilleumier, Amable Audin et André Leroi-Gourhan, L'église et la nécropole Saint-Laurent dans le quartier lyonnais de Choulans : Étude archéologique et étude anthropologique, Lyon, Audin, coll. « Institut des Etudes Rhodaniennes de l'Université de Lyon / Mémoires et documents » (no 4), 1949, 113 p.

#### Sources primaires
- [Archives du Rhône, 3521 W 1] Direction départementale de l'équipement, Tunnel de Fourvière à Lyon : TUNNEL - FONCIER - Emprise 1962 - Publicité foncière de la DUP 1963-65 - Enquête ajournée 1967 - Correspondance générale relative aux acquisistions immobilières - Rectificatif N° 1 à l'état parcellaire du tréfonds en 1967 - Etudes préliminaires, Lyon, Ville de Lyon, 1962-1967.
- [Archives du Rhône, 3521 W 5] Direction départementale de l'équipement, Tunnel de Fourvière à Lyon : TUNNEL - FONCIER - acquisitions foncières - Dossier général : plans parcellaires de l'enquête de 1964 - arrêtés du Préfet - Dossiers parcellaires individualisés - Classement LYON N° 3 à 38 - Classement TASSIN-LA-DEMI-LUNE N° 1 à 11, Lyon, Ville de Lyon, 1963-1968.